# イサイア・トエアヴァ

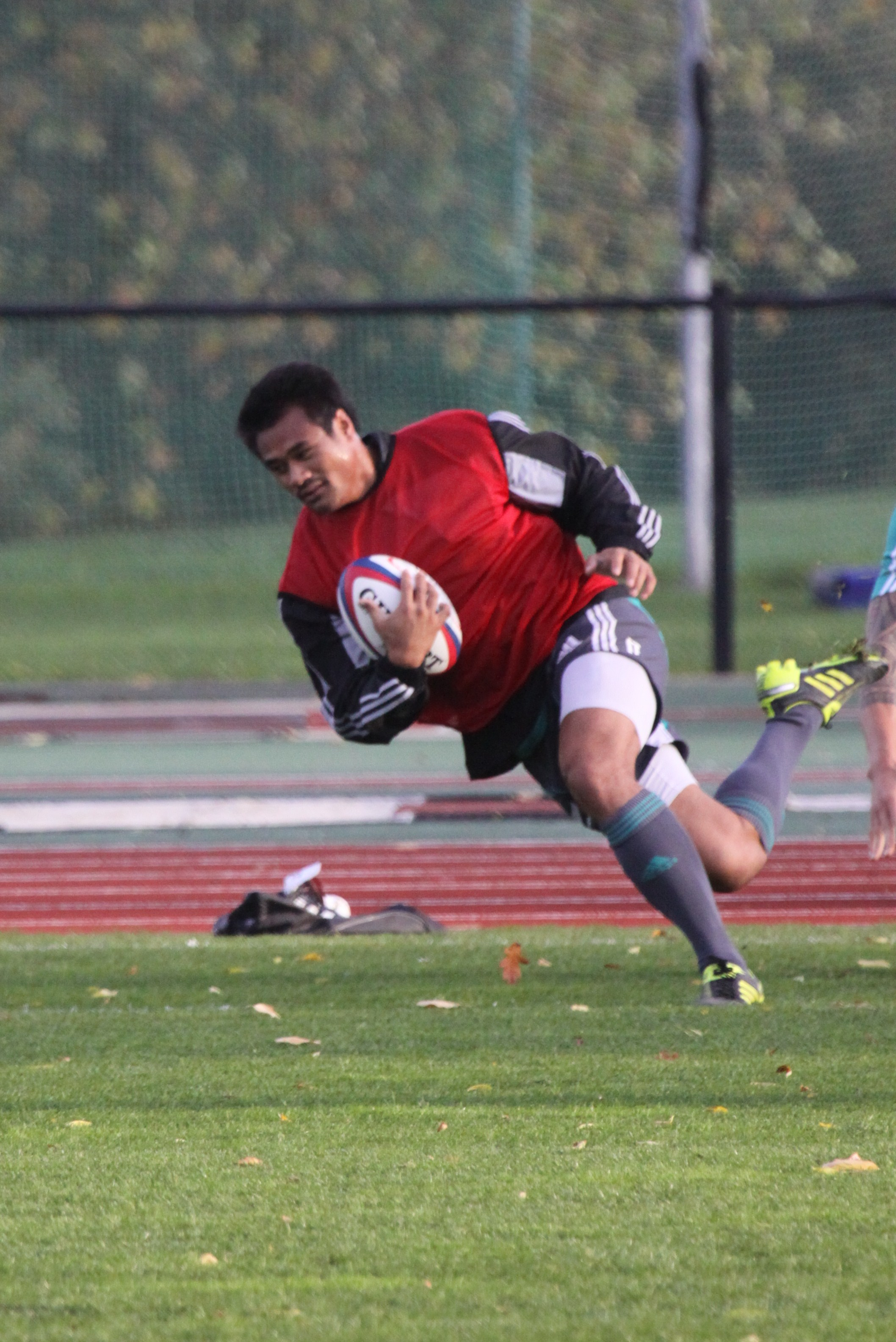

イサイア・トエアヴァ（Isaia Toeava 1986年1月15日 - ）は、サモア出身のラグビーユニオン選手。ポジションはウィング、フルバック、センター、ファーストファイブ。

## 人物
1986年1月15日、サモア・モトオトゥアで生まれ、1994年にニュージーランドに移住。

身長181cm、体重100kg。

愛称は「Ice」、「Ice Man」。

## キャリア
デ・ラ・セル・カレッジ卒業、カレッジ在学中にラグビーニュージーランド高校代表に選出される。
2005年、19歳以下代表、セブンス代表に選出、エアニュージーランドカップ(現ITM CUP)オークランド州代表に入り、ノースランドとのデビュー戦で2トライの鮮烈デビューを果たす。同年、オールブラックスに初選出、11月26日、スコットランド戦で代表デビュー(19歳315日)。NZRU Age-Grade Player of the Year 2005、ならびに2005 IRB Under 19 Player of the Year awardのダブル受賞。
2006年、スーパー14(現スーパーラグビー)のハリケーンズに入る。翌2007年、ブルースに移籍する。この年のSuper 14 Player of the Year 2007にノミネート、同年開催されたワールドカップフランス大会のニュージーランド代表に選出。

## リンク
- Isaia Toeava Bayonne
- Isaia Toeava Ultimate Rugby
- Isaia Toeava Rugby Union
- Blues Profile
- All Blacks ID=1064